# 安德斯·莫爾
安德斯·伯恩森·摩爾（英語：Anders Berntsen Mol，1997年7月2日—）是挪威沙灘排球運動員。他和克里斯蒂安·索魯姆搭檔，在2020年夏季奧林匹克運動會得金牌。

## 沙灘生涯
2020年夏季奧林匹克運動會，他和克里斯蒂安·索魯姆搭檔在金牌戰打敗俄羅斯的维亚切斯拉夫·克拉西利尼科夫和奥列格·斯托亚诺夫斯基，奪得金牌。
他們在2021年歐洲沙灘排球錦標賽奪得金牌，成為歐洲沙灘排球錦標賽首對完成四連霸的搭檔。

## 外部連結
- 安德斯·莫爾在FIVB沙灘排球運動員數據庫
- 安德斯·莫爾在沙灘排球數據庫
- Andres Mol athlete profile at redbull.com （页面存档备份，存于）
- Andres Mol FIVB profile （页面存档备份，存于）
- Andres Mol profile in the Beach Volleyball Database （页面存档备份，存于）
- Andres Mol CEV profile Halle （页面存档备份，存于）